# Pomník rakouské Knebelovy brigády (Dohalice)
Pomník rakouské Knebelovy brigády od X. armádního sboru se nalézá v obci Dohalice v okrese Hradec Králové v zatáčce naproti Dohalické tvrzi. Pomník je chráněn jako kulturní památka ČR. Národní památkový ústav tento pomník uvádí v katalogu památek pod rejstříkovým číslem ÚSKP 20115/6-598.

## Popis
Pomník představuje plastiku lva z italského mušlového vápence s mohutnou hřívou drtícího pravou nohou hada. Plastika je umístěna na nízkém hranolovém soklu, vyzděném z kamenných kvádrů a vpředu přecházejícím v umělé skalisko. Do skaliska je vpředu zapuštěna mramorová deska s nápisem "BRIGÁDA KNEBEL (18 3/7 66)". Pojmenován je po veliteli brigády Albertu Knebelovi.
Socha pochází z Itálie a byla darována rakouským ministerstvem války Ústřednímu spolku. Byla zhotovena rakouskými sochaři, kteří sloužili jako vojáci v Itálii. Socha byla instalována v roce 1901. Dvě téměř identické sochy lvů jsou umístěny u ossaria na Chlumu.

## Galerie

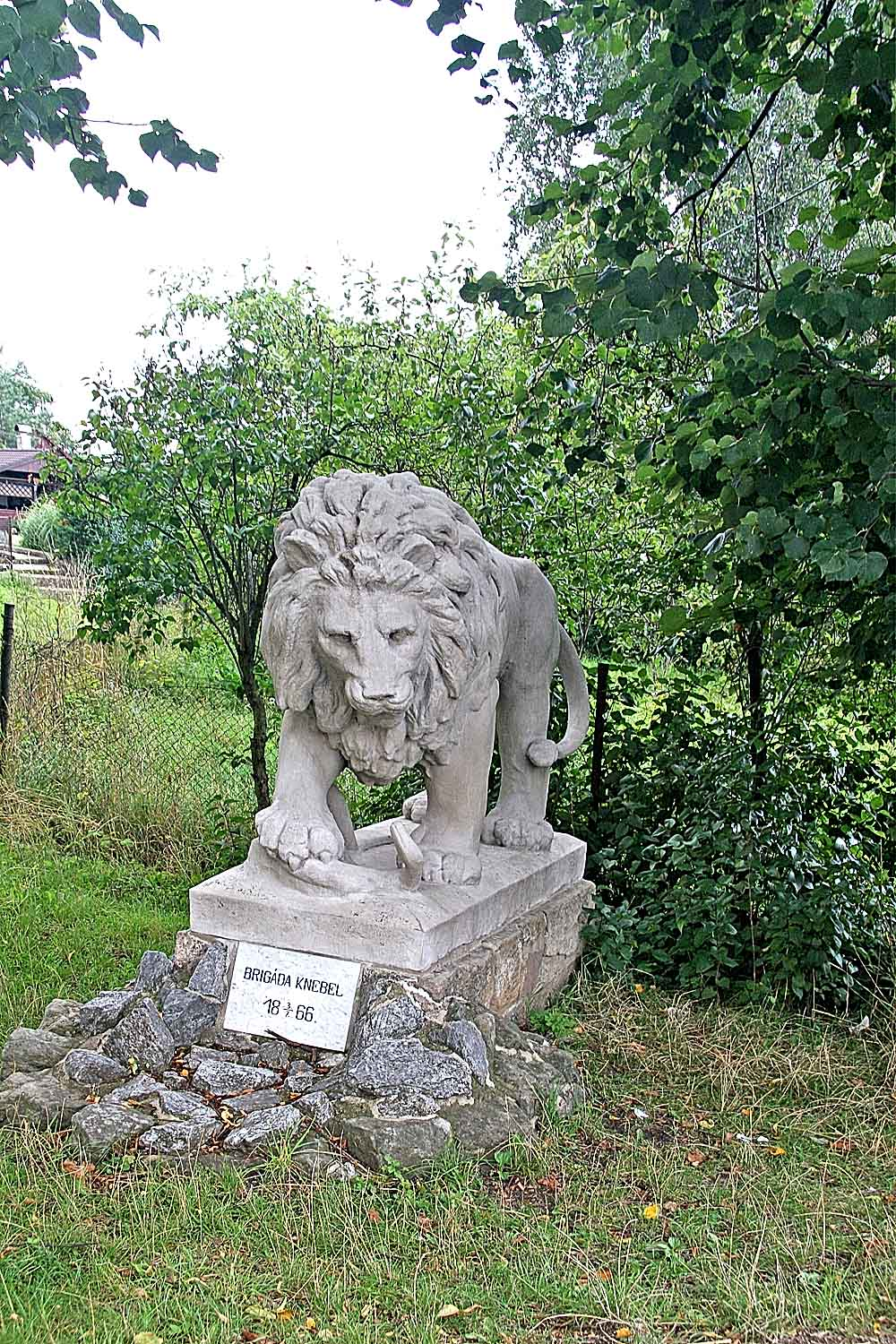
Pomník rakouské Knebelovy brigády v Dohalicích